# Municipio de Greenwood (condado de Clearfield)
El municipio de Greenwood (en inglés: Greenwood Township) es un municipio ubicado en el condado de Clearfield en el estado estadounidense de Pensilvania. En el año 2000 tenía una población de 424 habitantes y una densidad poblacional de 8.3 personas por km².

## Geografía
El municipio de Greenwood se encuentra ubicado en las coordenadas 40°52′20″N 78°39′59″O / 40.87222, -78.66639.

## Demografía
Según la Oficina del Censo en 2000 los ingresos medios por hogar en la localidad eran de $37,750 y los ingresos medios por familia eran de $40,694. Los hombres tenían unos ingresos medios de $28,281 frente a los $17,500 para las mujeres. La renta per cápita de la localidad era de $15,945. Alrededor del 6,6% de la población estaba por debajo del umbral de pobreza.